# Ceratophorum helicosporium
Ceratophorum helicosporium är en svampart som först beskrevs av Pier Andrea Saccardo, och fick sitt nu gällande namn av Pier Andrea Saccardo 1880. Ceratophorum helicosporium ingår i släktet Ceratophorum, divisionen sporsäcksvampar och riket svampar.   Inga underarter finns listade i Catalogue of Life.